# Obut
La Boule Obut – największy na świecie producent bul i sprzętu do pétanque z udziałem w rynku rzędu 80%. Firmę w 1955 r. w Saint-Bonnet-le-Château w południowo-wschodniej Francji ok. 70 km na południowy zachód od Lyonu, założyli: producent zamków Frédéric Bayet i mechanik Antoine Dupuy. W roku 1981 firma zmieniła formę prawną na Spółkę Akcyjną. Firma cały czas jest zarządzana przez członków rodzin - założycieli.
Producent oferuje 7 różnych typów kul zawodniczych sprzedawanych w zestawach po trzy kule. Poszczególne typy kul różnią się twardością oraz innymi cechami stali (np. sprężystością), technologią jej obróbki a także precyzją wyważenia. Najczęściej spotykane kule firmy Obut to bule z serii "Match":
MATCH - są to najtańsze kule turniejowe wykonane ze stali twardej węglowej, 
MATCH 110 NO - kule bardzo miękkie ze stali węglowej, 
MATCH 115 IT - kule miękkie ze stali nierdzewnej INOX,
MATCH 120 TR - kule półmiękkie ze stali węglowej.
Do droższych bul dla bardziej zaawansowanych graczy należą kule wykonane w bardziej zaawansowanych technologiach, charakteryzujące się m.in. bardziej precyzyjnym wyważeniem oraz lepszym zachowaniem w grze: 
ATX - kule półmiękkie ze stali nierdzewnej
Nexius - kule miękkie ze stali nierdzewnej wykonane w technologii "durété+"
Bi-pôle - kule miękkie ze stali węglowej wykonane w technologii "durété+"
Match+ - kule miękkie ze stali węglowej wykonane w technologii "durété+".
OBUT jako jedyny producent francuski oferuje także zawodnicze kule dziecięce OBUT MATCH MINIMES o zmniejszonej wadze i średnicy.
Grupa OBUT skupia także inne ważne francuskie marki producentów kul:
JB (Jean Blanc): kule JB TC Evolution, JB TC Junior, JB XXX
La Boule Noire: COU, X COU, CX COU, SUPERCOU
OKARO: SOLEIL 110
TON'R 110
W ofercie firmy OBUT znajdują się także pozostałe akcesoria do gry (świnki, kółka, magnesy do podnoszenia kul, miarki odległości), a także torby na kule oraz ubrania sportowe zaprojektowane do gry w kule.